# نهر الفريمونت

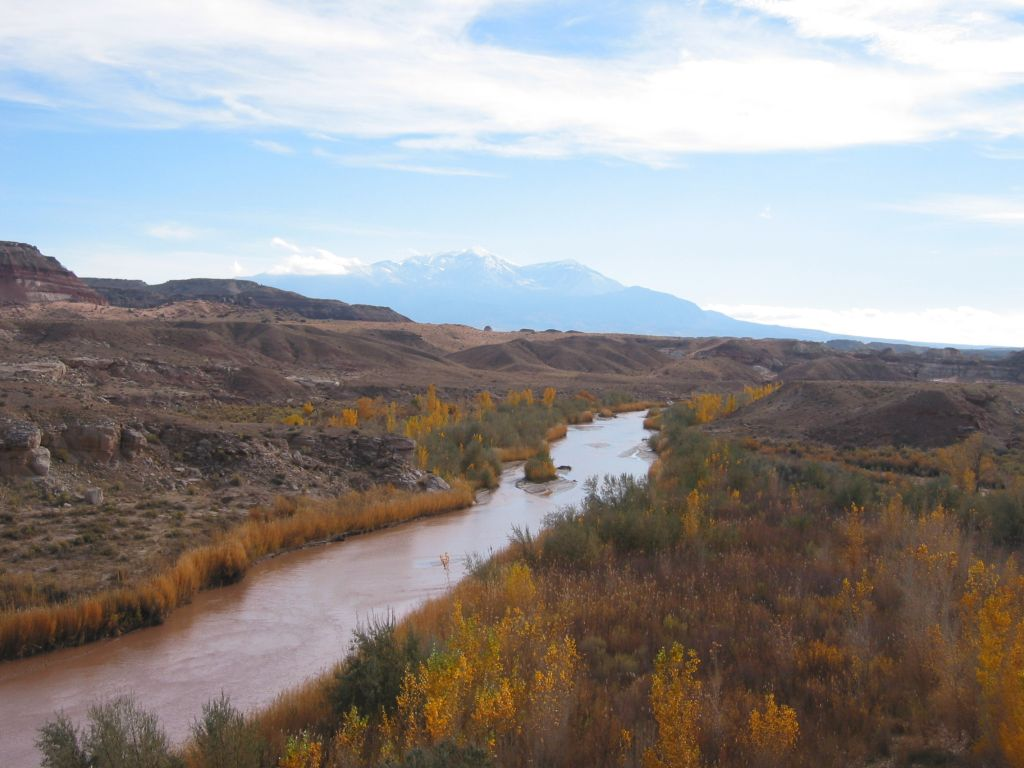
نهر الفريمونت قرب الكاينفيل باتجاه الجنوب.

نهر الفريموت: في ولاية يوتا، ينحدر من خزان وادي جونسون على هضبة الواساتش بالقرب من بحيرة الفيش. أما في الجنوب الغربي وعبر حديقة الكابيتول ريف الوطنية إلى النهر الوحل بالقرب من هانكسفيل يلتقي النهران مشكلان نهر الديرتي ديفيل وهو رافد نهري من نهر كولورادو. يبلغ طول النهر 95 ميلاً (153 كيلو متر).